# Curt Stoeving
Curt Carl Ludwig Stoeving (født 6. marts 1863 i Leipzig, død 6. december 1939 i Berlin) var en tysk maler, billedhugger og arkitekt. 
Som maler uddannede han sig væsentlig på egen hånd (og på vidtstrakte rejser), dog også under Karl Werner i Leipzig. Han vakte opmærksomhed ved store dekorative og allegoriske billeder (gerne i tempera) på de frie udstillinger, som "Dans og Sorg", "Sommerlykke" (1895) m. v., i nyidealistisk og ofte Klingersk retning. 
Stoeving ydede meget dygtigt og ejendommeligt i portrætfaget: selvportræt, portræt af faderen, to af Nietzsche (det ene i Nietzsche-arkivet i Weimar), Karl Werner (Leipzigs Museum), Max Klinger (sammesteds), Heinrich Strauss (Magdeburg). 
I Leipzig og Stuttgart havde Stoeving studeret byggekunst; 1892 blev han privatdocent ved Berlins Polytechnikum, senere professor. Hans alsidige virksomhed — også leder af malerklasser for kvinder — har endvidere strakt sig til billedhuggerkunst og kunstindustri.